# Jeziora Wielkie
Jeziora Wielkie – wieś w Polsce położona w województwie kujawsko-pomorskim, w powiecie mogileńskim, w gminie Jeziora Wielkie.

## Podział administracyjny
W latach 1954–1972 wieś należała i była siedzibą władz gromady Jeziora Wielkie. W latach 1975–1998 miejscowość administracyjnie należała do województwa bydgoskiego. Miejscowość jest siedzibą gminy Jeziora Wielkie.

## Demografia
Według Narodowego Spisu Powszechnego (III 2011 r.) liczyła 663 mieszkańców. Jest drugą co do wielkości miejscowością gminy Jeziora Wielkie.